# Complexo do pombo enxadrista
O conceito psicológico do complexo do pombo enxadrista, síndrome do pombo enxadrista ou complexo do pombo xadrezista foi criado na Internet como uma ironia com uso expansível a determinada atitude tomada em qualquer debate.
É usado para descrever o comportamento de um dos lados em uma discussão, onde um lado – invariavelmente o menos provido de referências e bases técnico-científicas, ou formalismo –, sem mais contra-argumentos, age com infantilidade. É comparado ao comportamento de um troll.
Seu comportamento é descrito pela seguinte frase:
Discutir com Fulano é o mesmo que jogar xadrez com um pombo: ele defeca no tabuleiro, derruba as peças e sai voando cantando vitória.
Normalmente em discussões, um dos lados, o mais fraco, quando fica sem argumentos, cai em falácias e começa a agredir verbalmente o interlocutor (propriamente a clássica falácia argumentum ad hominem), para, em seguida, sair "cantando vitória", (falácia da falsa proclamação de vitória). Trata-se de uma técnica inferior de erística.
O termo chess pigeon (pombo enxadrista) surgiu de um comentário feito em 2005 na Amazon por Scott D. Weitzenhoffer em sua avaliação do livro "Evolutionism Vs Creationism: An Introduction" de Eugenie Scott: "Debater com criacionistas sobre o tópico evolução é comparado a tentar jogar xadrez com um pombo – ele derruba as peças, defeca no tabuleiro e volta voando pro seu bando para cantar vitória".